# Lydia Sigourney
Lydia Huntley Sigourney (née Lydia Howard Huntley le 1er septembre 1791 à Norwich (Connecticut) – 10 juin 1865), est une poétesse américaine de la première moitié du XIXe siècle, surnommée le « rossignol de Hartford. » Elle a publié la plupart de ses recueils sous son nom de femme mariée : Mrs. Sigourney.

## Biographie

### Sa jeunesse
Lydia Sigourney était la fille unique d’Ezekiel Huntley et de Zerviah Wentworth. Son prénom est celui de la première femme de son père, Lydia Howard, morte peu après son mariage avec Ezekiel.
Dans son autobiographie Letters of Life, Sigourney décrit ses relations avec ses parents, justifie sa décision de vivre auprès d'eux, et pour cette raison de ne pas se marier.

« J'avais... mes raisons pour repousser les avances. J'avais décidé de ne jamais quitter mes parents. Je sentais que je ne pourrai jamais leur rendre leur amour entier, même par un long service domestique, et que la responsabilité d'une fille unique, leur seule descendance et consolation, serait étroitement examinée par Celui qui lit dans le secret des cœurs. J'avais vu tant de personnes âgées entourées de personnes indifférentes, qui considéraient leur entretien comme un fardeau. Aussi je ne pouvais supporter l'idée que mes tendres parents, privés de leur parent le plus proche, dussent s'en remettre à la gentillesse aléatoire d’étrangers ou de domestiques. Quant à moi, je trouvais mon père déjà suffisamment âgé, quoiqu'il eût à peine soixante ans ; et je me disais, à mes heures perdues : celui qui ne m'a jamais rien refusé, ni parlé autrement qu'avec tendresse, tendra-t-il les mains une fois dans le besoin, sans trouver personne pour l'entourer? »

— Lydia Sigourney et Howard Huntley,  Letters of Life. New York (1867), p. 241.

### L'école de jeunes filles
Elle reçut son éducation scolaire à Norwich et Hartford. Avec son amie Nancy Maria Hyde (1792-1816), Sigourney ouvrit une école pour jeunes filles à Norwich en 1811, mais elles durent fermer l’établissement en 1814 à cause de la maladie de Nancy Hyde.
Une de ses voisines, la veuve Lathrop, l'avait encouragée très tôt dans cette voie ; à sa mort, Lydia rendit visite à une amie de la défunte, Mme Jeremiah Wadsworth de Hartford, et c'est ainsi qu'elle fit connaissance avec Daniel Wadsworth : ce dernier l'aida à reprendre sa tâche éducative en accueillant les classes dans sa maison, et lui trouva même de nouvelles élèves. Lydia Sigourney reprit néanmoins ses cours à Hartford, chez Daniel Wadsworth, de 1814 à 1819. En 1815, il l'aida à publier son premier recueil, Moral Pieces in Prose and Verse : Sigourney évoque Wadsworth comme son « gentil mécène » qui « s'est engagé à contacter les éditeurs, a lancé les souscriptions et a lui-même corrigé les épreuves ». Elle poursuit, disant qu'« il se félicitait de tirer une âme solitaire de l'obscurité pour l'amener vers une atmosphère plus dégagée et un soleil plus vif. »

### Mariage
Elle épousa Charles Sigourney le 16 juin 1819, et désormais n'écrivit plus qu'occasionnellement, à temps perdu, jusqu'à ce que la misère de ses parents et le manque de ressources de son mari la contraignent à faire de l'écriture un travail rémunéré. Elle ne signa ses œuvres que lorsque le succès des Letters to Young Ladies, By a Lady, recueil anonyme, la mit au devant de la scène littéraire.
À sa mort, John Greenleaf Whittier lui dédia cette épitaphe :
She sang alone, ere womanhood had known

The gift of song which fills the air to-day:

Tender and sweet, a music all her own

May fitly linger where she knelt to pray.

## L’œuvre et sa réception critique

### Les thèmes et le style

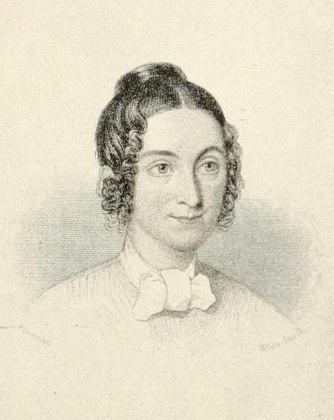
Gravure représentant Lydia Sigourney

Les grands thèmes abordés par Lydia Sigourney sont la mort, la responsabilité individuelle, la religion (animée par une foi chrétienne profonde) et le travail. Elle a composé de nombreuses élégies à l'occasion de la disparition de voisins ou d'amis : ces pièces sont exemplaires de la poésie funèbre victorienne, où la mort, surtout les morts enfantines, est chantée comme le départ vers un monde meilleur. Un critique contemporain a qualifié ses compositions, imprégnées de morale, « de rosée plutôt que d'orage. » Elle fut célèbre en son temps, acclamée par divers sobriquets comme la « Hemans américaine », le « rossignol de Harford » (the Sweet Singer of Hartford), et « la Milton au féminin. » Ses principales sources d'inspiration sont les recueils de Hannah More, de Wordsworth et de William Cowper.

### Une littérature de savoir-vivre
Sigourney suivit l’exemple d’Hannah More pour créer une rhétorique proprement féminine. Elle rédigea deux traités de savoir-vivre : le premier, Letters to Young Ladies, parut en 1833 et ne connut pas moins de 22 rééditions. Elle recommandait aux femmes de pratiquer la lecture à voix haute, proposait des modèles de lettre et donnait des conseils de mémorisation. Tout au long de ce livre, elle souligne l’importance d’être agréable en société, suggère d’imiter les bonnes manières et indique comment reformuler ce qui vient d’être lu. Elle appelle à la création de salons de lecture pour les femmes, et invite les femmes à donner l’exemple par leur maintien.
Son second manuel, Letters to My Pupils, parut en 1837. Dans cet ouvrage, Lydia Sigourney se concentre sur l’élocution et l’art de la conversation. Elle exhorte les femmes à s’entraîner à bien articuler les mots même lorsqu’elles ne parlent pas en public. La conversation des femmes devrait, selon Sigourney, respecter trois règles : être agréable, instructive et réconfortante. Lydia Sigourney insistait également sur l'utilité de ne parler qu'à bon escient, estimant que le premier rôle d'une femme est de savoir écouter.
Dans ces deux manuels, Sigourney, si elle adopte les règles traditionnelles de la bonne société du XIXe siècle, suggère que les femmes ont une grande influence sur le niveau moral d'une société, tant par leur enseignement que leur conversation ou leurs lettres. Comme Madeleine de Scudéry, elle met l'accent sur l'importance de savoir tenir une conversation agréable.

## Postérité

### Jugements
Ses écrits sont aujourd'hui bien oubliés. Dans les études qui lui sont consacrées, elle est souvent critiquée pour ses jugements superficiels ou son conformisme aux valeurs de la société d'alors, où les femmes devaient mener une vie retirée. Haight, son biographe, décrit l'essentiel de son œuvre comme un ravaudage (hack work). D'autres auteurs attribuent son audience à ses relations avec la bonne société de son temps, et à un remarquable sens des affaires. Kolker remarque que la plupart des critiques sont inspirées par une idée moderne de la poésie, pensée comme l'expression d'un style personnel, alors que Sigourney ne prétendait, de son propre aveu, que profiter à autrui, et pour cette raison ne visait nullement à l'originalité.
Pourtant, selon Nineteenth Century Criticism, « il y a eu un regain d'intérêt récemment pour Sigourney, en particulier chez les critiques littéraires féministes. Des auteurs comme Annie Finch, Nina Baym et Dorothy Z. Baker se sont intéressées à la manière dont Sigourney est parvenu à s'imposer en tant que poétesse, et poétesse proprement américaine. » Nina Baym estime que, par son entregent, Lydia Sigourney n'a cessé, tout au long de sa carrière, de se forger une image publique.
Elle fut l'un des auteurs les plus lus de son temps, non seulement en Amérique mais aussi en Angleterre, ce qui lui a valu l'épithète de « Hemans américaine. » Ses écrits se caractérisent par l'aisance et la grâce, par une attention bienveillante envers la nature, une analyse rationnelle des devoirs domestiques et religieux, et une préoccupation philanthropique ; mais il versent parfois dans le sentimentalisme, le dogmatisme et les lieux-communs. Certains de ses tableaux de nature, ou l'emploi occasionnel des vers blancs rappellent Bryant.
Ses deux poèmes les plus célèbres sont Niagara et Indian Names. Ce dernier a été mis en musique par Natalie Merchant dans son album Leave Your Sleep (2010). Tout au long de sa vie, elle s'est consacrée aux actions philanthropiques et à l'éducation. Certains de ses textes les plus connus traitent de la question indienne. Militant très tôt pour les réformes sociales, l'abolition de l'esclavage et la remigration des Noirs vers l'Afrique, Sigourney éprouvait le besoin de mettre à profit ses relations pour venir en aide aux opprimés. Dans son autobiographie posthume, « Letters of Life », elle affirme (p. 19) n'avoir écrit que pour être « l’instrument de Dieu »
Selon Teed, son influence sur la génération postérieure a été considérable :

« Auteur à plein temps et écrivain à succès, Lydia Sigourney a bafoué les règles de conduite sexuée fondamentales qu'elle cherchait à promouvoir ; mais par là, elle a offert aux jeunes écrivains ambitieuses du pays un aperçu des possibilités de conquérir gloire et fortune. »

— Melissa Teed et Ladd Work, Domesticity and Localism: Women's Public Identity in Nineteenth-Century Hartford, Connecticut. Thèse de doct. de l'Université du Connecticut (1999).
Le père E. B. Huntington a composé un mémorandum posthume des œuvres de Mme Sigourney. Il y exprime qu'elle a dû son succès au fait que « par son talent et sa réputation, elle a, par une singulière douceur, fait de l’œuvre de sa vie une source inépuisable de bienfaits et de bonheur pour autrui. C'est par sa bonté qu'elle est devenue grande ; c'est de sa bienveillance innée qu'elle tirait son énergie ; son sens de l'amitié faisait de son nom et d'elle-même une compagnie enviée. »
Elle a rédigé près de 2000 articles destinés à 300 journaux ou revues, et a publié 67 livres.
En 1844, l'état de l'Iowa a baptisé un comté en son honneur le chef-lieu du comté de Keokuk (Iowa). Il y a un portrait de la poétesse au dessus de la grande cheminée de la cour pénale du comté.

### Le mouvement du Lyceum
Le dévouement de Lydia Sigourney en faveur de la charité et de l'éducation publique, ainsi que ses succès littéraires avaient ouvert des possibilités nouvelles pour l'accomplissement des femmes de l'Amérique post-coloniale : en renonçant pour de bon à l'anonymat, elle s'était imposée comme la première poétesse d’Amérique. Elle ouvrit ainsi la voie au Lyceum movement, un courant d'initiatives privées locales cherchant à promouvoir l'éducation et le bon goût, et qui se développa dans le quart nord-ouest des États-Unis tout au long du XIXe siècle. Plusieurs salons et sociétés littéraires et philanthropiques prirent le nom de Sigourney en son honneur :
- Sigourney Society d’Oxford (New York) — fondée par l’Oxford Female Seminary vers 1836
- Sigourney Society de Gaffney (Caroline du Sud) — fondée par Limestone Springs Female High School en 1848 — Lydia Sigourney, invitée à en devenir membre honoraire, accepta.
- Sigourney Society de Griffin (Géorgie) — fondée par leGriffin Female College entre 1848 et 1858[18]
- Sigournian Literary Society (Pennsylvanie) — fondée par Glade Run Classical and Normal Academy pour les jeunes filles (temple presbytérien Glade Run) vers 1851 — Il y a d'autres temples presbytériens Glade Run : l'un à Valencia, dans le comté de Butler en Pennsylvanie., l'autre à Kittanning, dans le comté d'Armstrong en Pennsylvanie : ce dernier a lui aussi créé une Académie de Glade Run.
- Sigournian Society de Centreville (Indiana) — fondée par le White Water College en 1856
- Sigournean Society (Moore’s Hill (Indiana) —  Salon littéraire de femmes fondée par le Moore’s Hill Male and Female Collegiate Institute (qui deviendra le Moore’s Hill College) en 1857 — The society, which was known for a time as the Sigs, ultimately became le chapitre Chi Epsilon de la fraternité étudiante Chi Omega ; ce lycée, qui déménagea en 1919 à Evansville (Indiana), est le précurseur de l'Université d'Evansville.
- Sigournean Society (Indianapolis (Indiana) — fondée par Lydia Short comme le premier salon littéraire féminin à North Western Christian University (auj. Université Butler) en mars 1859 — publiait un périodique, The Sigournean Casket.
- Sigournean Society (Greensboro (Caroline du Nord) — fondée par le Greensboro Female College (now Greensboro College) avant 1863 — aussi connu sous le nom de Sigournian Society et Sigourney Society
- Sigournean Society (Batavia (Illinois) — fondée par le Batavia Institute, en mars 1866
- Young Ladies' Sigournean Band (Kokomo (Indiana) — était actif dans les années 1870
- Sigournean Club (Olathe (Kansas)) — salon littéraire féminin créé en 1890, qui était encore actif dans les années 1970 — Selon sa constitution, The object of this club shall be the attainment of a higher plane of life through broad culture, free discussion and mutual helpfulness.
- Sigournean Club (Winfield (Kansas) — s'est réuni en 1898 ; son propos était de promouvoir l'art et la littérature.
- Sigournean Club (Ottawa (Kansas)) — antérieur à 1899 — Ce salon a offert 50 volume à la bibliothèque itinérante du Kansas en 1899[19].

Il existe bien d'autres salons que ceux-là, apparus dans le cadre du lyceum movement et portant le nom de Lydia Huntley Sigourney.

## Choix d’œuvres

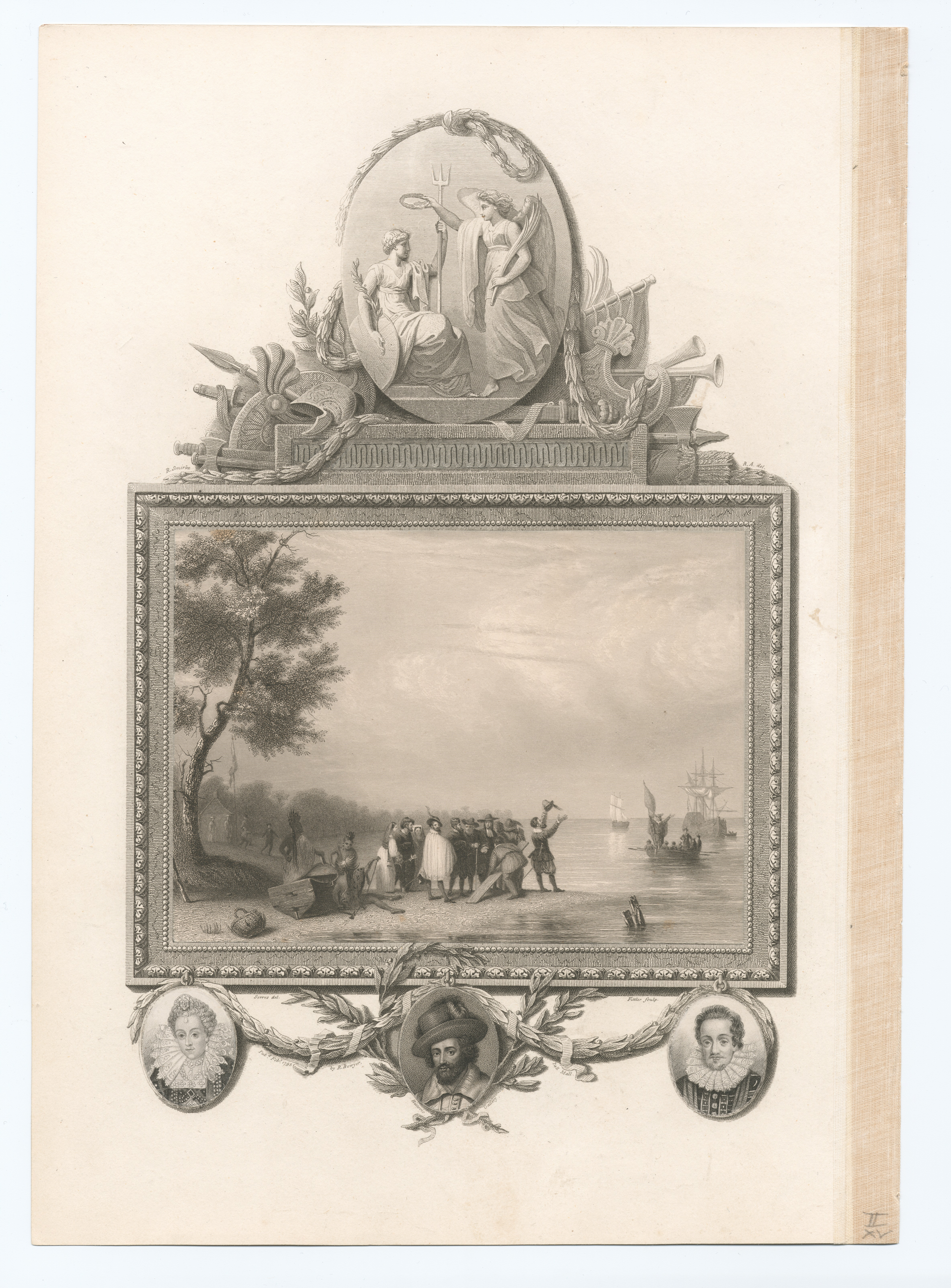
« Le débarquement de Jamestown », gravure de A.L. Dick, frontispice du recueil Pocahontas and Other Poems.

- Moral Pieces in Prose and Verse (1815)
- Traits of the Aborigines of America (1822), poème
- A Sketch of Connecticut Forty Years Since (1824)
- Poems (1827)
- Letters to Young Ladies (1833), son manuel de savoir-vivre le plus célèbre
- Sketches (1834)
- Poetry for Children (1834)
- Zinzendorff, and Other Poems (1835)
- Olive Buds (1836)
- Letters to Mothers (1838), republié à Londres
- Pocahontas, and Other Poems (1841)
- Pleasant Memories of Pleasant Lands (1842), souvenirs de voyage à travers l'Europe en 1840
- Scenes in My Native Land (1844)
- Letters to My Pupils (1851)
- Olive Leaves (1851)
- The Faded Hope (1852) dédié à la mémoire de son fils unique, disparu à l'âge de 19 ans.
- Past Meridian (1854)
- The Daily Counsellor (1858), recueil de poésies
- Gleanings (1860), anthologie poétique
- The Man of Uz, and Other Poems (1862)
- Letters of Life (1866), une autobiographie